# Однонуклеотидный полиморфизм

В случае SNP гетерогенность первичной структуры ДНК проявляется в однонуклеотидных различиях аллелей

Однонуклеотидный полиморфизм (ОНП; англ. Single Nucleotide Polymorphism, SNP, произносится как снип, в современной иностранной литературе всё чаще заменяется на SNV - Single Nucleotide Variant) — отличия последовательности ДНК размером в один нуклеотид (A, T, G или C) в геноме (или в другой сравниваемой последовательности) представителей одного вида или между гомологичными участками гомологичных хромосом. Применяется в качестве генетических ма́ркеров для изучения неравновесного сцепления локусов и полногеномного поиска ассоциаций (GWAS).

## Описание
Если две последовательности ДНК — AAGCCTA и AAGCTTA — отличаются на один нуклеотид, в таком случае говорят о существовании двух аллелей: C и T. Однонуклеотидные полиморфизмы (SNPs) возникают в результате точечных мутаций.
Однонуклеотидный полиморфизм (наряду с полиморфизмом длин рестрикционных фрагментов (RFLP) и ПДАФ (AFLP)) широко используют в качестве молекулярно-генетических меток (маркеров), например, для построения кладограмм молекулярно-генетической систематики на основе дивергенции (расхождения) гомологичных участков ДНК в филогенезе. В данной области наиболее часто используются спейсеры генов рибосомальной РНК. Ввиду того, что мутации в данных спейсерах не сказываются на структуре конечных продуктов гена (теоретически они не влияют на жизнеспособность), в первом приближении постулируется прямая зависимость между степенью полиморфизма и филогенетическим расстоянием между организмами.

## Номенклатура
Единой номенклатуры для SNPs нет: часто существуют несколько различных вариантов названия для одного конкретно выбранного SNP, к какому-то согласию в этом вопросе прийти пока не удается. Один из подходов — писать SNPs с префиксом, точкой и знаком «больше, чем», показывающим нуклеотид или аминокислоту дикого типа и измененную (например, c.76A>T).

## РазнообразиеSNPs
Однонуклеотидный полиморфизм встречается в пределах кодирующих последовательностей генов, в некодирующих участках или в участках между генами. SNPs, встречающиеся в кодирующих участках, могут не менять аминокислотную последовательность белка из-за вырожденности генетического кода.
Однонуклеотидные полиморфизмы кодирующих участков бывают двух типов: синонимические и несинонимические. Синонимические SNPs оставляют аминокислотную последовательность белка без изменения, тогда как несинонимические SNPs изменяют её. Несинонимические SNPs можно разделить на замены типа missense и nonsense. Однонуклеотидный полиморфизм, встречающийся в некодирующих участках гена, возможно, влияет на генетический сплайсинг, деградацию мРНК, связывание транскрипционных факторов.

## Примеры
- rs6311 и rs6313 — SNP в гене HTR2A на 13-й хромосоме человека[2], для которых установлена связь с частотой суицидального и агрессивного поведения.
- rs3091244 — пример трёхаллельного SNP в гене CRP на 1-й хромосоме человека[3], варианты которого, предположительно, влияют на концентрацию C-реактивного белка в плазме крови.
- rs148649884 и rs138055828 в гене FCN1[англ.] кодируют M-фиколин[англ.], у которого отсутствует способность рекомбинантного M-фиколина к связыванию лиганда[4].

## Области применения
Разнообразием последовательностей ДНК у людей, возможно, объясняется то, как у них происходит течение различных заболеваний, реакции в ответ на патогены, прием лекарств, вакцин и т. п. Огромное значение SNPs в биомедицинских исследованиях состоит в том, что их используют для сравнения участков генома между исследуемыми группами (например, одна группа — люди с определенным заболеванием, а вторая — без него).
Однонуклеотидные полиморфизмы также используются в GWAS — при генетическом картировании как маркеры с высоким разрешением, благодаря их количеству и стабильной наследуемости в ряду поколений. Знание об однонуклеотидном полиморфизме, вероятно, поможет в понимании фармакокинетики и фармакодинамики действия различных лекарств на человека. Широкий спектр заболеваний, такие как рак, инфекционные аутоиммунные заболевания, серповидноклеточная анемия и многие другие, возможно, возникают из-за однонуклеотидного полиморфизма.
Методы, основанные на выявлении однонуклеотидных полиморфизмов, получили также широкое распространение в других областях биологии и применительно к сельскохозяйственным видам.
Знание о наличие тех или иных SNPs также помогает учёным определять гаплотипы.

## Базы данных
Для SNPs существует большое количество баз данных. Ниже приведены некоторые из них.
- dbSNP[англ.][8] — база данных SNPs, свободный общественный архив, содержащий данные по наследственной изменчивости различных видов, разработанный и поддерживаемый NCBI (National Center for Biotechnology Information — Национальный центр биотехнологической информации США). Хотя такое название базы данных подразумевает, что там собран только один класс полиморфизмов, а именно SNPs, на самом деле она содержит большое количество информации и о других молекулярных изменениях в аминокислотных последовательностях. dbSNP была создана в сентябре 1998 года в дополнение к GenBank, в котором представлены нуклеотидные и аминокислотные последовательности, находящиеся в свободном доступе[9]. К 2010 году dbSNP содержала свыше 184 миллионов последовательностей, представляя более 64 миллионов различных вариантов для 55 организмов, включая Homo sapiens, Mus musculus, Oryza sativa и множество других[10].
- SNPedia[англ.] — биоинформатический вики-сайт, который служит как база данных SNPs. Каждая статья про отдельные SNPs предоставляет собой краткое описание, ссылки на научные статьи, и, кроме того, информацию о ДНК-микрочипе, содержащем однонуклеотидный полиморфизм данного типа. SNPedia помогает в интерпретации результатов собственной генетической информации с помощью таких программ как, например, Promethease, 23andMe, Navigenics[англ.], deCODEme[англ.] или Knome[англ.][11]. SNPedia была создана и поддерживается генетиком Грегом Ленноном и программистом Майком Кариазо. К 14 сентября 2017 года в базе данных содержалось 107 125 однонуклеотидных полиморфизмов[12].
- База данных GWAS Central[англ.] выдает краткое содержание объединенных данных в одном или нескольких полногеномных исследованиях. В этой базе данных представлено наиболее полное собрание p-value ассоциаций. GWAS Central использует мощные графические и текстовые методы представления данных для открытия и одновременной визуализации многих однонуклеотидных полиморфизмов. Исследователям также предоставляется возможность просматривать их персональные данные рядом с выбранными. Кроме того, данные находятся в свободном доступе для скачивания их научными сообществами.
- Международный проект HapMap — организация, целью которой является развитие карты гаплотипов человеческого генома, которая будет описывать общие паттерны генетической изменчивости у людей. HapMap — основной ресурс для выявления генетической изменчивости, влияющую на здоровье, факторы окружающей среды и т. п. Вся предоставляемая информация находится в свободном доступе. Этот проект — результат сотрудничества различных групп ученых из Канады, Китая, Японии, Нигерии, Великобритании и США, окончательная версия которого увидела свет весной 2009 года. В определенном участке генома располагается набор свободных SNPs (Tag SNPs[англ.]), которые хорошо коррелируют со всеми остальными SNPs в данном участке. Далее, изучив аллели свободных SNPs, можно с большей вероятностью определить гаплотип индивидуума. Так определяют гаплотипы у нескольких представителей (некоторые болеют определенным заболеванием, а другие нет), а потом, сравнивая две группы, определяют наиболее вероятное расположение SNPs и гаплотипов, которые вовлечены в заболевание.
- MirSNP — база данных однонуклеотидных полиморфизмов, изменяющих сайты связывания микроРНК. В ней содержится 12 846 SNPs, включая 1940 SNPs в пре-микроРНК[13].

## Методы исследованияSNPs
Аналитические методы открытия новых SNPs и обнаружения уже известных SNPs включают:
1. Гибридизационные методы
- Принцип молекулярных маяков[англ.].

Суть этого принципа в том, что концы пробы (на которых находятся соответственно метка и тушитель флуоресценции) комплементарны друг другу. В результате при температуре отжига праймеров они схлопываются и образуют структуру типа «ручки сковородки» (шпильки — stem-loop), где зона комплементарности пробы с матрицей находится в петле. При гибридизации пробы с матрицей вторичная структура разрушается, флуоресцентная метка и тушитель расходятся в разные стороны, и флуоресценция от метки может быть детектирована.
- Детекция с помощью микрочипов.
- Динамическая аллель-специфическая гибридизация.

2. Ферментативные методы
- Полиморфизм длин рестрикционных фрагментов.
- Методы, основанные на ПЦР.
- Удлинение праймеров.
- TaqMan[англ.]-пробы.
- Лигирование[англ.] олигонуклеотидов.
- Капиллярный электрофорез[14].

3. Методы, основанные на физических свойствах ДНК:
- Одноцепочечный конформационный полиморфизм[англ.] (SSCP).
- Электрофорез по градиенту температур[англ.] (TGGE).
- Высокоэффективная жидкостная хроматография в денатурирующих условиях.
- Масс-спектрометрия[15].

4. Секвенирование ДНК. Для картирования SNPs на протяжении всего генома сейчас применяют методы секвенирования нового поколения и дальнейшую биоинформатическую обработку данных, полученных в ходе секвенирования.